# Evo Anton DeConcini
Evo Anton DeConcini (* 25. März 1901 in Iron Mountain, Michigan; † 1986) war ein US-amerikanischer Jurist und Politiker (Demokratische Partei).

## Werdegang
Evo Anton DeConcini wurde 1901 im Dickinson County (Michigan) geboren. Seine Familie zog bald darauf nach Wisconsin. Über seine Jugendjahre ist nichts bekannt. Er begann 1920 mit einem Studium an der University of Wisconsin. Der Tod seines Vaters im Februar 1921 infolge eines Autounfalls führte dazu, dass er nach Arizona umzog.
Um 1928 gründete er die Trabantenstadt Government Heights südlich vom VA Hospital (heute als Southern Arizona VA Health Care System bekannt) in Tucson (Arizona). Die Straßen dort benannte er President Street, Lincoln Street, Washington Street, District Street und Columbia Street. Zu Ehren des Präsidenten Abraham Lincoln und des Kapitols in Washington, D.C. wurde die Washington Street später zu Palmdale Street umbenannt.
Nachdem er eine Dekade lang verschiedenen Familiengeschäften nachging, machte er 1932 seinen Juris Doctor an der University of Arizona und heiratete Ora Wbster aus Thatcher (Graham County).
DeConcini war von 1948 bis 1949 Attorney General von Arizona. Danach bekleidete er bis zum 13. Januar 1953 einen Richterposten am Arizona Supreme Court. Sein Nachfolger wurde Dudley W. Windes. Während dieser Zeit als Richter am Arizona Supreme Court war der bekannte Rechtsanwalt Daniel Cracchiolo 1952 sein Referendar.
Er war Vater von US-Senator von Arizona Dennis DeConcini und von Dino DeConcini von der Drogenvollzugsbehörde.